# Atarba polyspila
Atarba polyspila är en tvåvingeart som beskrevs av Alexander 1971. Atarba polyspila ingår i släktet Atarba och familjen småharkrankar. Inga underarter finns listade i Catalogue of Life.